# Gustav Adolf Lindner
Gustav Adolf Lindner (11. března 1828 Rožďalovice – 16. října 1887 Královské Vinohrady) byl český pedagog, sociolog, psycholog a filozof, herbartista.

## Životopis
Gustav Adolf Lindner se narodil 11. března 1828. Jeho matka byla Češka a otec Gustav Němec, původní profesí sládek pivovaru v Rožďalovicích mezi Nymburkem a Jičínem. Lindner absolvoval Hlavní školu v Jičíně, kde také začal gymnazijní studium, které dokončil na Akademickém gymnáziu v Praze. Následovala filosofická přípravka, kterou absolvoval v letech 1844–1846 a kde se poprvé seznámil s Herbartovým učením. Na matčino přání v letech 1846–1848 studoval v katolickém semináři, ze kterého byl nucen odejít pro podepsání petice na podporu konstituce. Poté se zapsal na studium práv na pražské univerzitě a o rok později přešel na studium filosofie, matematiky a fyziky. Toto studium zakončil roku 1850 a po složení odborné zkoušky se stal středoškolským profesorem.
Učil na Německém státním reálném gymnáziu v Praze, na gymnáziu v Rychnově nad Kněžnou a poté na osmiletém gymnáziu v Jičíně, kde se díky své svobodomyslnosti dostal znovu do konfliktu s představiteli církve. Shodou okolností se také zamiloval do dívky, jejíž matka měla blízký vztah ke stejnému církevnímu hodnostáři, po jehož intervenci byl Lindner přeložen do Celje ve Štýrsku (dnešní Slovinsko), kde našel svou budoucí ženu, Marii Magdalénu Zamolovou (* 1834), která ho naučila italsky. Manželé měli osm dětí, z pěti přeživších jen nejstarší syn Gustav následoval otcovu kariéru středoškolského profesora.
V Celje žil Lindner šestnáct let, napsal a vydal zde několik učebnic. Po rigorózních zkouškách roku 1867 získal doktorát. Díky intervenci rakouského ministra kultu a vyučování Jirečka se roku 1871 vrátil zpět do Čech a začal své nejvýznamnější pedagogické období: První rok byl ředitelem gymnázia v Prachaticích, poté byl jmenován ředitelem učitelského ústavu v Kutné Hoře. Díky svému řečnickému a spisovatelskému umění rozšiřoval své demokratické, antiklerikální a rovnostářské názory. Roku 1879 založil první český pedagogický časopis Paedagogium. Na filozofické fakultě české Karlo-Ferdinandovy univerzity byl 17. srpna roku 1882 jmenován prvním českým profesorem pedagogiky, vyučoval také psychologii a sociologii.

### Předchůdci a vzory
Herbart, Komenský, Claude-Adrien Helvétius a Herbert Spencer. Prosazoval rozhodující úlohu výchovy a školství pro zlepšení společnosti podle Herbarta: 
„Výchovu musíme chápat v nejširším smyslu – včetně působení přírody a společnosti. Jen takové působení vychovatelů a učitelů je úspěšné,... dovedou-li se zmocnit všech těchto vlivů tak, jako plavec na moři pomocí plachet, kormidla a kompasu řídí směr větrů vanoucích z různých stran.“

 Přijal Helvétiovu tezi, že člověk je takový, jakým jej utváří prostředí, a to především společenské, z knihy O člověku, jeho rozumových schopnostech a jeho výchově, roku 1877 ji přeložil do němčiny. Dále přeložil Velkou didaktiku J. A. Komenského s vlastní úvodní studií „J. A. Comenius, sein Leben und Wirken (J. A. Komenský, jeho život a dílo)“. Někdy bývá publicisty označován za druhého nejvýznamnějšího českého pedagoga po Komenském.[zdroj⁠?!]

## Dílo
Pedagogika, psychologie a filozofie
- Lehrbuch der empirischen Psychologie nach genetischer Metode (Učebnice psychologie zkušebné pro školy střední a ústavy školské), 1858. Přeložena do šesti jazyků: češtiny, angličtiny, řečtiny, polštiny, maďarštiny a italštiny.
- Enleitung in das Studium der Philosophie, přeložena do francouzštiny roku 1866.
- Das Geheimnis der Glücklickseligkeit, 1868, česky 1931
- Das ABC der Anschauung als Grundlage eines rationellen Elementarunterrichtes im Zeichnen (Abeceda názorů jako základ racionálního elementárního vyučování kreslení), 1869
- Ideen zur Psychologie der Gesellschaft als Grundlage der Sozialwissenschaft, 1871; česky 1929

Etika a noetika
- Über Wahrheit (O pravdě)
- Über die Bedingungen und Grenzen des Schönen (O podmínkách a mezích krásna)
- Schiller als Estetiker (Schiller jako estetik)

Základní učebnice v češtině
- Obecné vyučovatelství
- Obecné vychovatelství

### Zásady vychovatelství
- rozumové
- přirozené
- časové
- ani ne realistické, ani ne idealistické
- pravdivé
- jednotné
- moudré
- Deset výchovných metod
  - metoda dohlídky
  - vlády
  - ošetřování
  - zaměstnávání
  - obcování
  - cvičení a navykání
  - vzdělávání
  - vyučování
  - vedení
  - vypěstování charakteru

### Zásady vyučování
- přirozené
- psychologické
- názorné
- pochopitelné
- vzdělávající
- zajímavé
- samočinnost budící
- trvalé
- praktické

Základní otázka školské pedagogiky (studie):
- Objektivní způsob vyučování, který se opírá o přesný vyučovací postup a o příslušné učební pomůcky na jedné straně a o subjektivní založení učitele, které má svůj původ v obecně lidském a speciálně didaktickém vzdělání, stejně jako v charakterových vlastnostech na straně druhé, stojí vůči sobě navzájem při vyučování jako koordinované faktory, které stejnou měrou podmiňují výsledek vyučování.
  - Zatímco vyučovací způsob je schopen bezprostředního a postupného zdokonalení, na němž se podílí škola, domov, literatura, zákonodárství, spolky, ba i průmysl (učební pomůcky) a vůbec celá veřejnost, na povznesení učitelů může být působeno jen zprostředkovaně, totiž zřizováním učitelských ústavů.
- Každé zlepšení vyučovacího způsobu prospívá všem příslušným školám a může být i s určitou jistotou realizováno organizačními, ba dokonce mechanickými prostředky. O povznesení učitelů může být usilováno jen postupně a po stránce intelektuální a morální může být uskutečněno jen s problematickou jistotou.
- Každý pokrok ve vychovatelství a vyučovatelství se navenek projevuje ve zlepšení vyučování a výchovy v nejširším slova smyslu. Proto je také těžištěm úsilí pedagogických reformátorů zlepšit vyučující postupy.
- Přecenění vyučovacího způsobu vede k mechanizaci vyučování. Přecenění osobnosti učitele vede k didaktickým experimentům, k různostem v práci škol a k jiným nepřístojnostem.

Didaktický materialismus a koncentrace vyučování (studie):
- kritika soudobého školství za hromadění učební látky a přeceňování kvantity vědomostí bez ohledu na jejich kvalitu, doporučená učební osnova:
  - Výběr látky podle jakosti i mnohosti
  - Rozdělení látky na jednotlivé úkoly a stupně
  - Osvojování jednotlivých oborů vyučovacích k dosažení organické jednoty myšlenkové. Vzdělanost nemá se měřiti toliko na délku, nýbrž i na šířku a hloubku.

Vysoká škola pedagogická
- Pro adepty učitelství požadoval vysokoškolské vzdělání, které má obsahovat tyto předměty pedagogiky: etika, psychologie, logika, nauka o národním hospodářství, základy estetiky a filozofie.

„Pro tyto adepty učitelského umění by bylo lépe, kdyby jim občas vypadl z paměti úryvek z Tacita, nějaká organická kyselina nebo sůl, nějaký vzorec integrálu – místo toho kdyby byli důvěrněji seznámeni se zásadami duševního umění porodní báby, jemuž učil Sokrates, nebo s návody, které nám v učitelském umění zanechal Jan Amos Komenský.“

- Za odborné vyučovací předměty určil:
  - obecnou pedagogiku
  - obecnou didaktiku
  - dějiny pedagogiky na základě kulturních dějin
  - historický vývoj národní školy
  - rakouské školské zákonodárství
  - encyklopedii školství
  - speciální metodiky
  - teorii a praxi mateřské školy
  - rozpravy o pedagogické kasuistice a pedagogické literatuře
  - školní hygienu